# Marine Dupuis
Marine Dupuis (* 18. April 1992 in Pontarlier, Frankreich) ist eine französische Handballspielerin, die für den französischen Erstligisten OGC Nice Côte d’Azur Handball aufläuft.

## Karriere

### Im Verein
Dupuis begann im Jahr 1998 das Handballspielen bei Entente Sportive Bisontine Féminin. Im Jugendbereich gewann sie mit der U-18-Mannschaft von Entente Sportive Bisontine Féminin zwei Mal die französische Meisterschaft. Anschließend rückte die Außenspielerin in den Kader der zweiten Damenmannschaft auf, die in der Spielklasse Nationale 1 antrat. Nachdem die erste Mannschaft aus finanziellen Gründen in die zweithöchste französische Spielklasse abgestiegen war, erhielt sie dort ebenfalls Spielanteile. Mit Entente Sportive Bisontine Féminin kehrte sie in die Division 1 zurück und nahm mit dem Verein an europäischen Pokalwettbewerben teil. Im Jahr 2014 unterschrieb Dupuis ihren ersten Profivertrag. Nach insgesamt 22 Jahren Vereinsmitgliedschaft verließ sie im Jahr 2020 Entente Sportive Bisontine Féminin und schloss sich dem Ligakonkurrenten Toulon Saint-Cyr Var Handball an. Daraufhin wechselte sie im Jahr 2022 zu Nantes Atlantique Handball. Seit der Saison 2024/25 steht Dupuis beim Erstligisten OGC Nice Côte d’Azur Handball unter Vertrag.

### In Auswahlmannschaften
Dupuis gewann mit der französischen Juniorinnennationalmannschaft die Silbermedaille bei der U-20-Weltmeisterschaft 2012. Dupuis gab am 24. Oktober 2024 im Alter von 32 Jahren ihr Länderspieldebüt für die französische A-Nationalmannschaft gegen die ungarische Auswahl. Dupuis gehörte dem französischen Aufgebot für die Vorbereitung auf die Europameisterschaft 2024 an und wurde eine Woche vor Turnierbeginn aus dem Kader gestrichen. Nach der Vorrunde der EM 2024 rückte Dupuis für die verletzte Spielerin Coralie Lassource in den Kader auf.